# إزالة غابات الأمازون

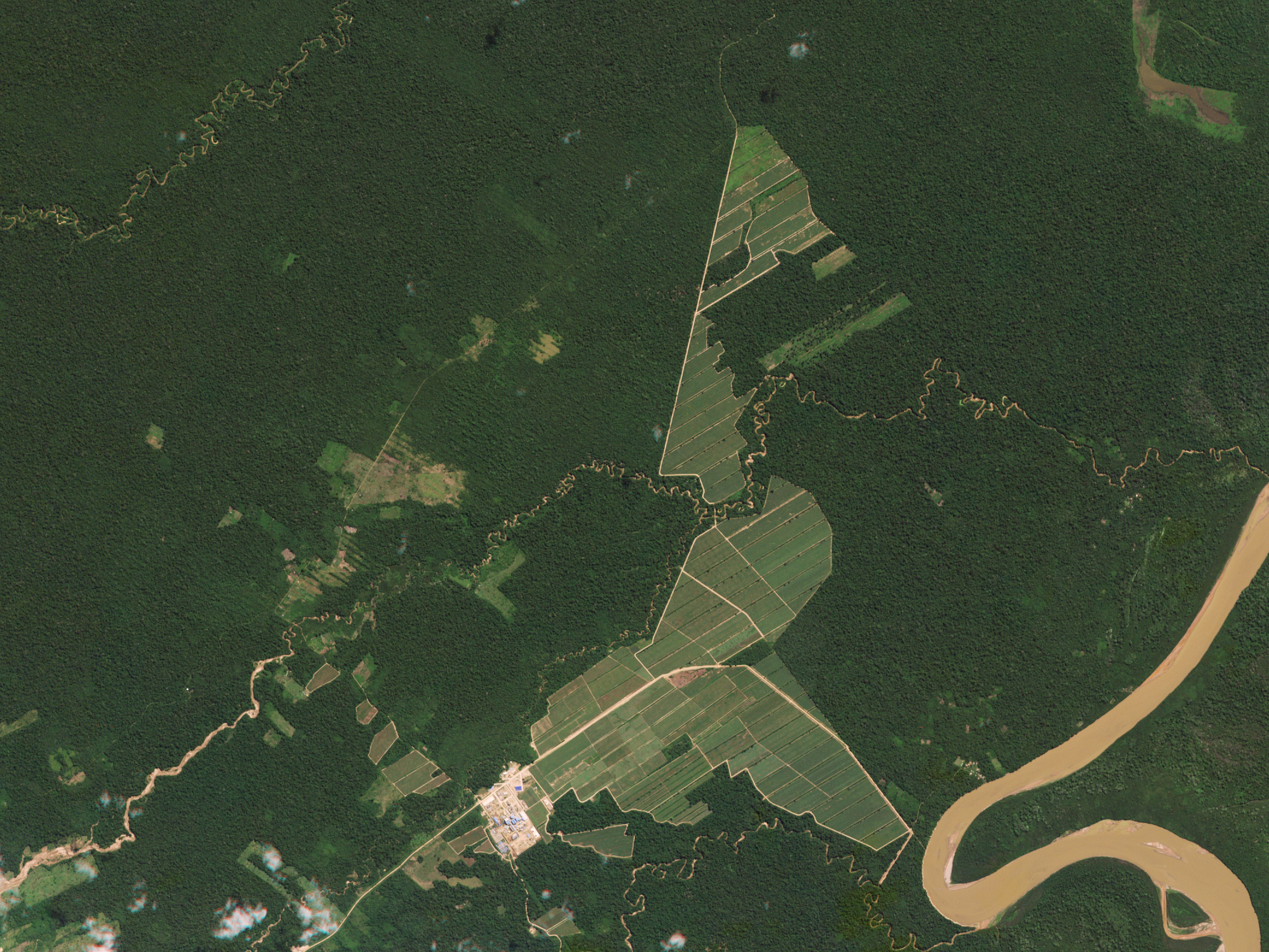
إزالة الغابات في بوليفيا عام 2016

غابات الأمازون المطيرة هي أكبر الغابات المطيرة في العالم، إذ تبلغ مساحتها5,500,000 كم2 (2,100,000 ميل مربع). تمثل أكثر من نصف الغابات المطيرة للكوكب، وتحوي أكبر وأكثر منطقة متنوعة حيوياً في الغابات المطيرة الاستوائية في العالم. تشمل هذه المنطقة أراضي تنتمي إلى تسع دول. توجد غالبية الغابات في البرازيل بنسبة 60 ٪، تليها بيرو بنسبة 13 ٪ وكولومبيا بنسبة 10 ٪، وبكميات صغيرة في فنزويلا والإكوادور وبوليفيا وغيانا وسورينام وفرنسا (غيانا الفرنسية).
كان قطاع الماشية في الأمازون البرازيلية، والمدعوم بصفقات تجارة لحوم البقر والجلود الدولية، مسؤولاً عن حوالي 80 ٪ من جميع عمليات إزالة الغابات في المنطقة أو حوالي 14 ٪ من إجمالي إزالة الغابات السنوية في العالم، ما جعله المسؤول الأكبر عن إزالة الغابات في العالم بمفرده. بحلول عام 1995، حُوّلت 70 ٪ من الأراضي المزروعة سابقاً في الأمازون و91 ٪ من الأراضي الحرجة منذ عام 1970 إلى أماكن لتربية الماشية. نتج معظم ما تبقى من إزالة الغابات داخل الأمازون عن قيام المزارعين بتطهير الأراضي (مستخدمين طريقة القطع والحرق في بعض الأحيان) لكسب لقمة العيش بالزراعة على نطاق صغير أو زراعة الأراضي المجهّزة بالآلات لإنتاج فول الصويا والنخيل والمحاصيل الأخرى.
ينتمي أكثر من ثلث غابات الأمازون إلى أكثر من 3,344 منطقة معترف بها رسمياً للسكان الأصليين. حتى عام 2015، لم تحدث سوى 8 ٪ من إزالة غابات الأمازون في الغابات التي يسكنها السكان الأصليون، في حين أن 88 ٪ منها حدث في أقل من 50 ٪ من الأراضي غير الأصلية أو المحمية في منطقة الأمازون. تاريخياً، كانت سكان الأمازون الأصليين يعتمدون لتأمين سبل العيش على الغابة بالغذاء والمأوى والمياه والألياف والوقود والأدوية. ترتبط الغابة أيضًا بهويتهم وعلم الكونيات. لهذا السبب، تكون معدلات إزالة الغابات أقل في مناطق السكان الأصليين، بالرغم من كون الضغوط المشجعة لإزالة الغابات أقوى.
وفقًا لبيانات الأقمار الصناعية لعام 2018 التي جُمعت بواسطة برنامج مراقبة إزالة الغابات والمسمى بروديس، بلغت إزالة الغابات أعلى معدل لها خلال عقد. دُمّر حوالي7,900  كيلومتر مربع (3,050 ميلًا مربعًا) من الغابات المطيرة بين أغسطس 2017 ويوليو 2018. وحدثت معظم عمليات إزالة الغابات في ولايتي ماتو غروسو وبارا. ذكرت هيئة الإذاعة البريطانية (BBC) أن وزير البيئة، إدسون دوارتي، قال إن قطع الأشجار غير القانوني هو السبب، لكن النقاد يشيرون إلى أن التوسع في الزراعة يجتاح أيضًا الغابات المطيرة. من المُقترح أن تصل الغابة في مرحلة ما إلى نقطة تحول، لن تكون قادرة فيها على إنتاج كمية كافية من الأمطار للحفاظ على نفسها.

## أسباب إزالة الغابات
يمكن أن تعزى إزالة الأشجار في غابات الأمازون المطيرة إلى العديد من العوامل المختلفة على المستويات المحلية والوطنية والدولية. تعتبر الغابات المطيرة مصدراً لمراعي الماشية والأخشاب الصلبة القيّمة ومساحات السكن والزراعة (خاصة بالنسبة لفول الصويا) وأعمال الطرق (مثل الطرق السريعة والطرق الأصغر) والأدوية والمكاسب البشرية. وعادة ما تُقطع الأشجار بشكل غير قانوني.
وجدت دراسة صادرة عن البنك الدولي عام 2004 وتقرير غرينبيس لعام 2009 أن قطاع الماشية في منطقة الأمازون البرازيلية، المدعوم من قبل لحوم البقر والجلود الدولية، كان مسؤولاً عن حوالي 80 ٪ من جميع عمليات إزالة الغابات في المنطقة، أو حوالي 14 ٪ من إجمالي إزالة الغابات السنوية في العالم، ما يجعله أكبر محرك فردي لإزالة الغابات في العالم. وفقًا لتقرير صدر عام 2006 عن منظمة الأغذية والزراعة للأمم المتحدة، تُستخدم 70 ٪ من الأراضي المزروعة في منطقة الأمازون و91 ٪ من الأراضي التي أزيلت منها الأشجار منذ عام 1970 في مرعى الماشية.
نتجت إزالة إضافية للغابات في الأمازون عن قيام المزارعين بتطهير الأراضي (مستخدمين طريقة القطع والحرق في بعض الأحيان) لكسب لقمة العيش بالزراعة على نطاق صغير أو زراعة الأراضي المجهّزة بالآلات. وجد العلماء الذين يستخدمون بيانات الأقمار الصناعية لناسا في عام 2006 أن تطهير الأراضي للزراعة الآلية أصبح قوة مهمة في إزالة الغابات في منطقة الأمازون البرازيلية. قد يغير هذا التغيير في استخدام الأراضي المناخ في المنطقة. وجد الباحثون أنه في عام 2004، ذروة إزالة الغابات، حُوّلت أكثر من 20 بالمئة من غابات ولاية ماتو جروسو إلى أراضي لزراعة المحاصيل. في عام 2005، انخفضت أسعار فول الصويا بأكثر من 25 بالمئة وأظهرت بعض مناطق ماتو جروسو انخفاضًا في عمليات إزالة الغابات الكبيرة ما أشار إلى أن ارتفاع وهبوط أسعار المحاصيل الأخرى ولحوم الأبقار والأخشاب يمكن أن يكون له أيضًا تأثير هام على الاستخدام المستقبلي للأراضي في المنطقة.
حتى عام 2006، كان أحد الأسباب الرئيسية لفقدان الغابات في منطقة الأمازون هو زراعة فول الصويا لتصدير وإنتاج وقود الديزل الحيوي وعلف الحيوانات؛ مع ارتفاع أسعار فول الصويا، دُفع مزارعو فول الصويا للانتقال شمالًا إلى مناطق الغابات في الأمازون. ومع ذلك، ساعد اتفاق القطاع الخاص المشار إليه باسم صويا موراتوريوم بشكل كبير في تقليل إزالة الغابات المرتبطة بإنتاج فول الصويا في المنطقة. في عام 2006، وافق عدد من كبرى شركات تجارة السلع الأساسية مثل كارغيل على عدم شراء فول الصويا المنتج في الأمازون البرازيلية في المناطق التي أزيلت منها الغابات حديثًا. قبل قرار التأجيل (أو الوقف)، ساهم توسيع حقول الصويا عبر إزالة الغابات بنسبة 30% في تسجيل رقم قياسي لمعدلات إزالة الغابات. بعد ثماني سنوات من قرار وقف النشاط، وجدت دراسة أُجريت عام 2015 أنه رغم توسع مساحة إنتاج فول الصويا بمقدار 1.3 مليون هكتار، إلا أن حوالي 1 في المئة فقط من مناطق توسع الصويا الجديدة جاء على حساب الغابات. استجابةً لقرار التوقيف، كان المزارعون يختارون زراعة الأراضي المُطهرة مسبقاً. استُخدمت احتياجات مزارعي الصويا لتشريع بعض مشاريع النقل المثيرة للجدل التي أنُشئت في منطقة الأمازون. كان أول طريقين سريعين، وهما بيليم-براسيليا (1958) وكويابا-بورتو فيلهو (1968)، الطريقين الفدراليين الوحيدين في الأمازون القانونيين اللذين رُصفا وأصبحا سالكين على مدار السنة قبل أواخر التسعينيات من القرن العشرين. يُقال إن هذين الطريقين السريعين «يقعان في قلب قوس إزالة الغابات«، والتي تُعد في الوقت الحالي منطقة تمركز لإزالة الأشجار في غابات الأمازون البرازيلية. جذب طريق بيليم برازيليا السريع ما يقارب مليوني مستوطن في السنوات العشرين الأولى. غيّر نجاح طريق بيليم-براسيليا السريع من مجال وحدود الغابة عبر الاستمرار في تطوير الطرق المعبّدة، فأدى إلى انتشار مستوطنة لا يمكن كبتها. وأعقبت الانتهاء من الطرق موجةٌ من إعادة التوطين. كان لهؤلاء المستوطنين تأثير كبير على الغابة أيضًا.
تبيّن في ورقة بحثية عام 2013 أنّه كلّما سُجّل المزيد من قطع الغابات المطيرة في منطقة الأمازون، انخفض معدل هطول الأمطار في المنطقة وانخفض بذلك معدل العائد لكل هكتار. وبالتالي بالنسبة للبرازيل ككل، لا يمكن تحقيق مكسب اقتصادي عن طريق قطع الأشجار وبيعها واستخدام الأراضي المسجلة للأغراض الرعوية.
لخّص تقرير مجلة أمازون ووتش في سبتمبر 2016 أن واردات الولايات المتحدة من النفط الخام تؤدي إلى تدمير الغابات المطيرة في الأمازون وتطلق غازات دفيئة بشكل كبير.
أُدينت اتفاقية التجارة الحرة للاتحاد الأوروبي-ميركوسور، والتي ستشكل واحدة من أكبر مناطق التجارة الحرة في العالم، من قبل نشطاء البيئة ونشطاء حقوق السكان الأصليين. يكمن الخوف في أن الصفقة يمكن أن تؤدي إلى مزيد من إزالة الأشجار في غابات الأمازون المطيرة بكونها تتيح وصول السوق إلى مزيد من لحوم الأبقار البرازيلية.